# Region Wybrzeża Północno-Środkowego
Region Wybrzeża Północno-Środkowego (wiet. Bắc Trung Bộ) – region Wietnamu, w środkowej części kraju.
Na zachodzie region graniczy z Laosem, a na wschodzie ma dostęp do Morza Południowochińskiego.
W skład regionu wchodzi sześć prowincji.

## Prowincje
- Thanh Hóa
- Nghệ An
- Hà Tĩnh
- Quảng Bình
- Quảng Trị
- Thừa Thiên-Huế